# N/T Pátria
O N/T Pátria foi um paquete português. Pertenceu à Companhia Colonial de Navegação (CCN), a quem serviu entre 1947 e 1973. Teve um navio gémeo, o N/T Império.[carece de fontes?]

## Serviço da Companhia Colonial de Navegação
Entre 1947 e 1973 o navio operou na carreira colonial e também ao serviço do Estado no transporte de tropas quando da Guerra Colonial Portuguesa.[carece de fontes?]

## Curiosidades
O cantor Fausto nasceu neste barco.   